# Саут Корнинг (Њујорк)
Саут Корнинг (енгл. South Corning) град је у америчкој савезној држави Њујорк.

## Демографија
По попису из 2010. године број становника је 1.145, што је 2 (-0,2%) становника мање него 2000. године.
| Група             | 2000.         | 2010.         |
| Белци             | 1.037 (90,4%) | 1.014 (88,6%) |
| Афроамериканци    | 83 (7,2%)     | 71 (6,2%)     |
| Азијати           | 13 (1,1%)     | 30 (2,6%)     |
| Хиспаноамериканци | 7 (0,6%)      | 12 (1,0%)     |
| Укупно            | 1.147         | 1.145         |